# Михайличенко Юрій
Ю́рій Михайличе́нко (*1961, Київ) — український поет і музикант, що мешкає в Барселоні, Каталонія, та пише іспанською мовою.
Випускник Київського національного університету театру, кіно і телебачення ім. І. К. Карпенка-Карого.
До імміграції в Каталонію створив в Україні музичні групи «Вавилон» та «Іванова вісь». В Каталонії створив гурт «YURI y su orquesta de cosmonautas» (Юрій та його оркестр космонавтів). 
Юрій Михайличенко — директор музичної кав'ярні-театру «Llantiol», яка розташована у старій частині Барселони (репертуар театру складається з латиноамериканської музики, театральних постановок, лялькових вистав, виступів бардів, джазових концертів та виступів клоунів). Юрій Михайличенко є продюсером, власником музичної студії «Mytra records», учасником та ведучим теле- та радіо-програм, керівником інтернаціонального проекту «Юрій та його оркестр космонавтів».
Разом з Павлом Лук'яновим та Марією Ігнатьєвою є членом «Російської ідеалістичної громади», об'єднання поетів та письменників з колишнього Радянського Союзу, що постійно проживають у Барселоні та Російсько-каталонської асоціації «АРКА».
Захоплюється східною філософією, Китаєм. Мешкаючи та працюючи в Барселоні випустив музичний диск «Чайна церемонія».
Позиціонує себе як представника радянської культури, росіянина, вихідця «з СРСР — країни, що більше не існує», у своїй творчості активно експлуатує радянські стереотипи («перебудова», «космонавти» тощо). У театрі, директором якого він є, майже немає імпрез каталанською мовою.
Виховує чотирнадцятирічну доньку Аулу.